# Bukit Damatutung
Bukit Damatutung är en kulle i Indonesien.   Den ligger i provinsen Aceh, i den västra delen av landet, 1 700 km nordväst om huvudstaden Jakarta. Toppen på Bukit Damatutung är 421 meter över havet.
Terrängen runt Bukit Damatutung är kuperad åt sydost, men åt nordväst är den platt. Runt Bukit Damatutung är det ganska tätbefolkat, med 129 invånare per kvadratkilometer. I omgivningarna runt Bukit Damatutung växer i huvudsak städsegrön lövskog.